# Уиљаку де Бејуш (Бихор)
Уиљаку де Бејуш (рум. Uileacu de Beiuș) насеље је у Румунији у округу Бихор у општини Уиљаку де Бејуш. Oпштина се налази на надморској висини од 161 m.

## Становништво
Према подацима из 2011. године у насељу је живело 789 становника.